# Lake Village (Arkansas)
Lake Village település az Amerikai Egyesült Államok Arkansas államában, Chicot megyében, melynek megyeszékhelye is. Lakosainak száma 2065 fő (2020. április 1.).

## Népesség
A település népességének változása:

| 2010 | 2 575 |
| 2020 | 2 065 |